# Didelphinae
Didelphinae este o subfamilie de oposumi. Aceasta include specii clasificate în 16 genuri:
- Chacodelphys
- Chironectes
- Cryptonanus
- Didelphis
- Gracilinanus
- Hyladelphys
- Lestodelphys
- Lutreolina
- Marmosa
- Marmosops
- Metachirus
- Micoureus
- Monodelphis
- Philander
- Thylamys
- Tlacuatzin